# Mirusavis parvus
Mirusavis parvus — вид птахів підкласу енанціорнісових (Enantiornithes), що мешкав на початку крейдяного періоду близько 122 млн років тому.

## Скам'янілості
Викопні рештки птаха знайдено у відкладеннях формації Їсянь. Голотип складається з часткового скелета без черепа, здавленого на одну пластину. Збережено більшу частину шийних хребців, плечового пояса, правого крила та правої задньої ноги, стегна та верхньої частини гомілки. Це досить маленький птах з розмахом крил близько 20 см. Вага тіла, за оцінками, складала шістнадцять грамів.